# جیمز بکفورد (ورزشکار)
جیمز بکفورد (انگلیسی: James Beckford؛ زادهٔ ۹ ژانویهٔ ۱۹۷۵) ورزشکار دو و میدانی اهل جامائیکا است.